# علیرضا رحیمی
علیرضا رحیمی (زادهٔ ۱۰ اسفند ۱۳۳۳ در اصفهان) رئیس پیشین فدراسیون هندبال ایران بوده‌است. وی دارای مدرک کارشناسی ارشد در رشتهٔ تربیت بدنی می‌باشد. وی سال‌ها مدیرکل تربیت بدنی استان اصفهان بوده‌است. او از سال ۱۳۷۲ تا ۱۳۸۸ و برای دومین بار از سال ۱۳۹۵ تا ۱۳۹۷ نیز بعنوان رئیس فدراسیون هندبال ایران مشغول به کار بوده‌است و سابقهٔ نایب رئیسی کنفدراسیون هندبال آسیا و ریاست کمیته فنی هندبال ساحلی آسیا را نیز دارد. رحیمی سابقه مدیرعاملی در باشگاه سپاهان اصفهان، باشگاه پرسپولیس تهران و باشگاه راه‌آهن را در کارنامهٔ مدیریتی خود دارد. وی بازیکن بازنشسته فوتبال می‌باشد. او بیشترین گل را برای سپاهان زده است.

## فوتبال حرفه‌ای

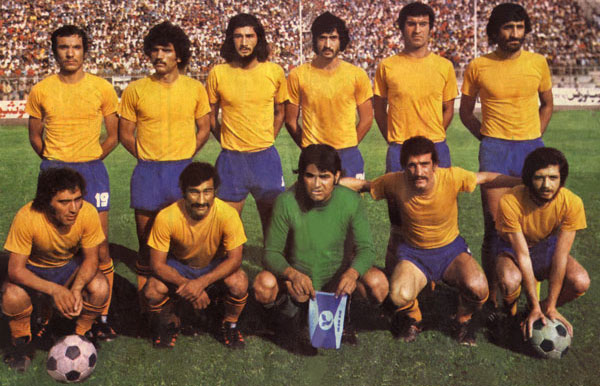
تیم سپاهان در جام تخت جمشید ۱۳۵۳ علیرضا رحیمی نشسته از چپ، نفر اول

### بازیکن
رحیمی فوتبالش را از تیم پایه سپاهان از سال ۱۳۴۸ شروع کرد و تا سال ۱۳۵۲ در این تیم حضور داشت. در سال ۱۳۵۲ او به تیم اصلی سپاهان دعوت شد و در جام تخت جمشید حضور داشت. او در بین سال‌های ۱۳۵۲ تا ۱۳۶۴ به مدت ۱۲ سال برای تیم سپاهان بازی کرد و برترین گلزن تاریخ  باشگاه با  ۹۸ گل و همچنین  سپاهان تنها باشگاهی است که وی در آن توپ زده است. رحیمی در سال ۱۳۶۴ و در سن ۳۰ سالگی بازنشسته شد.

### مدیریت
پس از بازنشستگی علیرضا رحیمی در سال ۱۳۶۴ از فوتبال به عنوان بازیکن، او در سال ۱۳۶۵ به عنوان عضو کمیته فنی باشگاه سپاهان انتخاب شد و تا سال ۱۳۶۹ در این پست مشغول به کار بود.
در سال ۱۳۶۹ او به عضویت فدراسیون هندبال ایران در آمد و در سال ۱۳۷۲ به عنوان رئیس فدراسیون هندبال انتخاب شد. وی در تاریخ ۲۳ اسفند سال ۱۳۸۸ با وجود اینکه در تاریخ ۱۳ بهمن همان سال برای ۴ سال دیگر به عنوان رئیس فدراسیون هندبال انتخاب شده بود، از سمت خود استعفا کرد.
وی در تاریخ ۱۸ مرداد ۱۳۹۰ با استعفای محمدرضا ساکت، جانشین او در مقام مدیرعاملی باشگاه سپاهان شد.
در زمان مدیریت او تیم فوتبال سپاهان اصفهان به مقام قهرمانی در لیگ برتر ۹۱-۱۳۹۰ و جام حذفی ۹۲-۱۳۹۱ رسید.
در دوران مدیریت وی در سپاهان بازیکنانی نظیر برونو سزار، جواهیر سوکای، اروین بولکو، محمدرضا خلعتبری، محمد غلامی، فرشید طالبی، شهاب گردان، مجتبی جباری، یعقوب کریمی، علی حمودی، شجاع خلیل‌زاده و آرش افشین به سپاهان پیوستند و بازیکنانی چون احسان حاج‌صفی، رحمان احمدی و هادی عقیلی به این تیم بازگشتند.
در تاریخ ۲۵ شهریور ۱۳۹۲ با استعفای علیرضا رحیمی از مدیرعاملی باشگاه سپاهان نیز موافقت شد.
او از ۸ اردیبهشت ۱۳۹۳ تا ۱۹ شهریور ۱۳۹۳ از جانب هیئت‌مدیره پرسپولیس تهران، به عنوان مدیرعامل این باشگاه انتخاب شده بود.
رحیمی در تاریخ ۹ اسفند ۱۳۹۳ به عنوان مدیرعامل باشگاه راه‌آهن نیز انتخاب شد. در ۱۲ آذر ۱۳۹۴ با استعفای علیرضا رحیمی موافقت شد و او از مدیرعاملی باشگاه راه‌آهن نیز کناره‌گیری کرد.
وی در تاریخ ۱۷ اسفند ۱۳۹۵ برای چهار سال به عنوان رئیس  فدراسیون هندبال انتخاب گردید. رحیمی در تاریخ ۹ مرداد ۱۳۹۶ از سمت خود به عنوان رئیس فدراسیون هندبال استعفا داد، اما وزارت ورزش با استعفای او موافقت نکرد.
رحیمی در ۱۹ آبان ۱۳۹۶ به عنوان نایب رئیس کنفدراسیون هندبال آسیا نیز انتخاب شد.

### فدراسیون فوتبال
علیرضا رحیمی در تاریخ ۱۵ اسفند ۱۳۹۰ در انتخابات فدراسیون فوتبال، از سوی اعضای مجمع به عنوان نمایندهٔ باشگاه‌ها عضو هیئت رئیسه فدراسیون فوتبال شد  و تا پایان دورهٔ ۴ ساله در آن سمت باقی ماند.

## عناوین
- لیگ برتر فوتبال ایران (۱): ۹۱-۱۳۹۰
- جام حذفی فوتبال ایران (۱): ۹۲-۱۳۹۱